# Etienne De Wilde
Etienne De Wilde (ur. 23 marca 1958 w Wetteren) – belgijski kolarz torowy i szosowy, wicemistrz olimpijski oraz dwukrotny medalista torowych mistrzostw świata.

## Kariera
Pierwszy sukces w karierze Etienne De Wilde osiągnął w 1974 roku, kiedy zdobył brązowy medal mistrzostw Belgii juniorów w kolarstwie szosowym. Mimo iż Belg przez całą karierę startował głównie w wyścigach szosowych, to swoje największe osiągnięcia zanotował w kolarstwie torowym. Na mistrzostwach świata w Hamar w 1993 roku zdobył mistrzostwo świata w wyścigu punktowym, bezpośrednio wyprzedzając Francuza Érica Magnina oraz Ukraińca Wasyla Jakowlewa. W tej samej konkurencji zajął 24. pozycję podczas igrzysk olimpijskich w Atlancie w 1996 roku. Kolejny medal wywalczył na mistrzostwach świata w Bordeaux w 1998 roku, gdzie wspólnie z Matthew Gilmore'em zwyciężył w madisonie. W parze z Gilmore'em De Wilde zdobył srebrny medal w tek konkurencji na igrzyskach olimpijskich w Sydney w 2000 roku. W chwili zdobycia olimpijskiego medalu Etienne ukończył już 42 rok życia. Belg wygrywał ponadto zarówno zawody torowe jak i wyścigi szosowe, między innymi: Grand Prix d’Isbergues (1980), Omloop Het Nieuwsblad (1989), Grand Prix d’Ouverture La Marseillaise (1990) i Omloop van het Houtland (1994, 1998 i 1999).